# Patricio Sánchez
Patricio Sánchez Maudes (Villalba de los Alcores, Valladolid, España, 24 de febrero de 1964) es un exfutbolista español que se desempeñaba como defensa.

## Clubes
| Club                  | País   | Año       |
| --------------------- | ------ | --------- |
| Real Valladolid C. F. | España | 1984-1993 |